# Karen Cockburn
Karen Cockburn (Toronto, Ontário, 2 de outubro de 1980) é uma ginasta de trampolim canadense. Ela conquistou a medalha de bronze no evento individual nos Jogos Olímpicos de Verão de 2000. Ela foi medalhista de ouro no Campeonato Mundial de Ginástica de Trampolim de 2003 em Hannover na competição individual e conquistou na mesma competição a medalha de bronze na disputa por equipes. Nos Jogos Olímpicos de Verão de 2004 e de 2008 ela ganhou a medalha de prata no evento individual.